# Frankfurt-Berkersheim
Berkersheim ist seit dem 1. April 1910 ein Stadtteil von Frankfurt am Main im Nordosten der Stadt.
Berkersheim ist nach den Stadtteilen Flughafen und Bahnhofsviertel mit 3.888 Einwohnern Frankfurts drittkleinster Stadtteil. Sein eher dörflicher Charakter ist sehr untypisch für die Großstadt.

## Geografische Lage

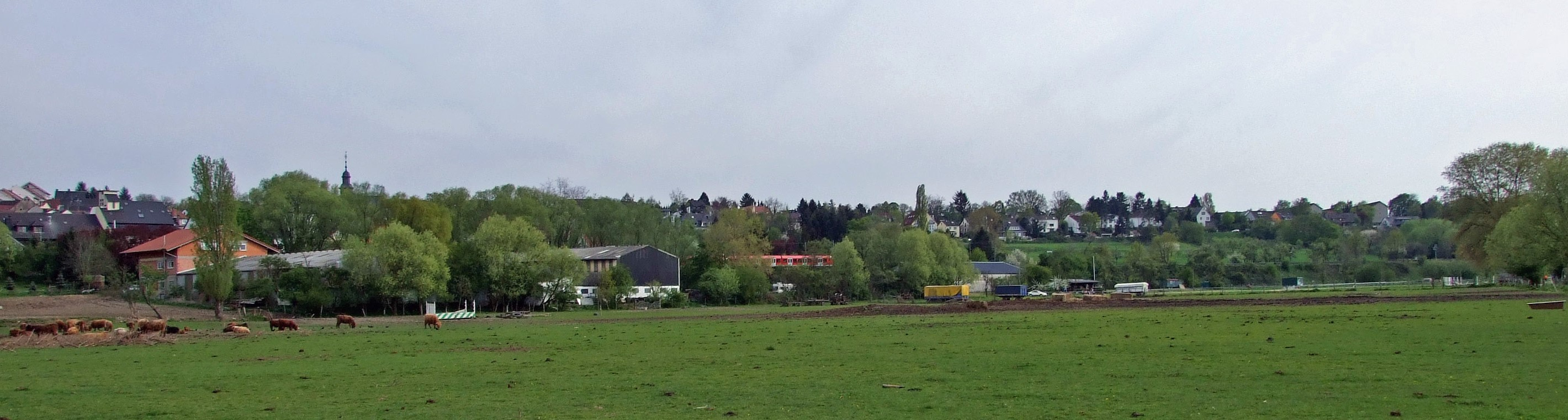
Ansicht vom Nidda-Uferweg

Berkersheim liegt auf dem Nordhang des Berger Rückens, dessen höchste Erhebung der Lohrberg ist, und erstreckt sich bis zum Niddatal, wo es über einem Knie der Nidda, ca. 7 km nordöstlich des Stadtzentrums und im Frankfurter Grüngürtel liegt. Seit dem Bau der Main-Weser-Bahn in der Mitte des 19. Jahrhunderts liegt die Bahntrasse zwischen Dorf und Niddatal.
Auf dem Berger Rücken liegen viele Streuobstwiesen, vor allem Apfelbäume, aus deren Saft die regionale Spezialität Apfelwein hergestellt wird. In Berkersheim befindet sich weiter die Azur-Quelle, deren Quellwasser als Mineralwasser abgefüllt und vertrieben wird.
Berkersheim grenzt an die Frankfurter Stadtteile Bonames, Frankfurter Berg, Preungesheim einschließlich Frankfurter Bogen, Harheim und im Osten an den Bad Vilbeler Stadtteil Heilsberg.

## Geschichte

### Urgeschichte

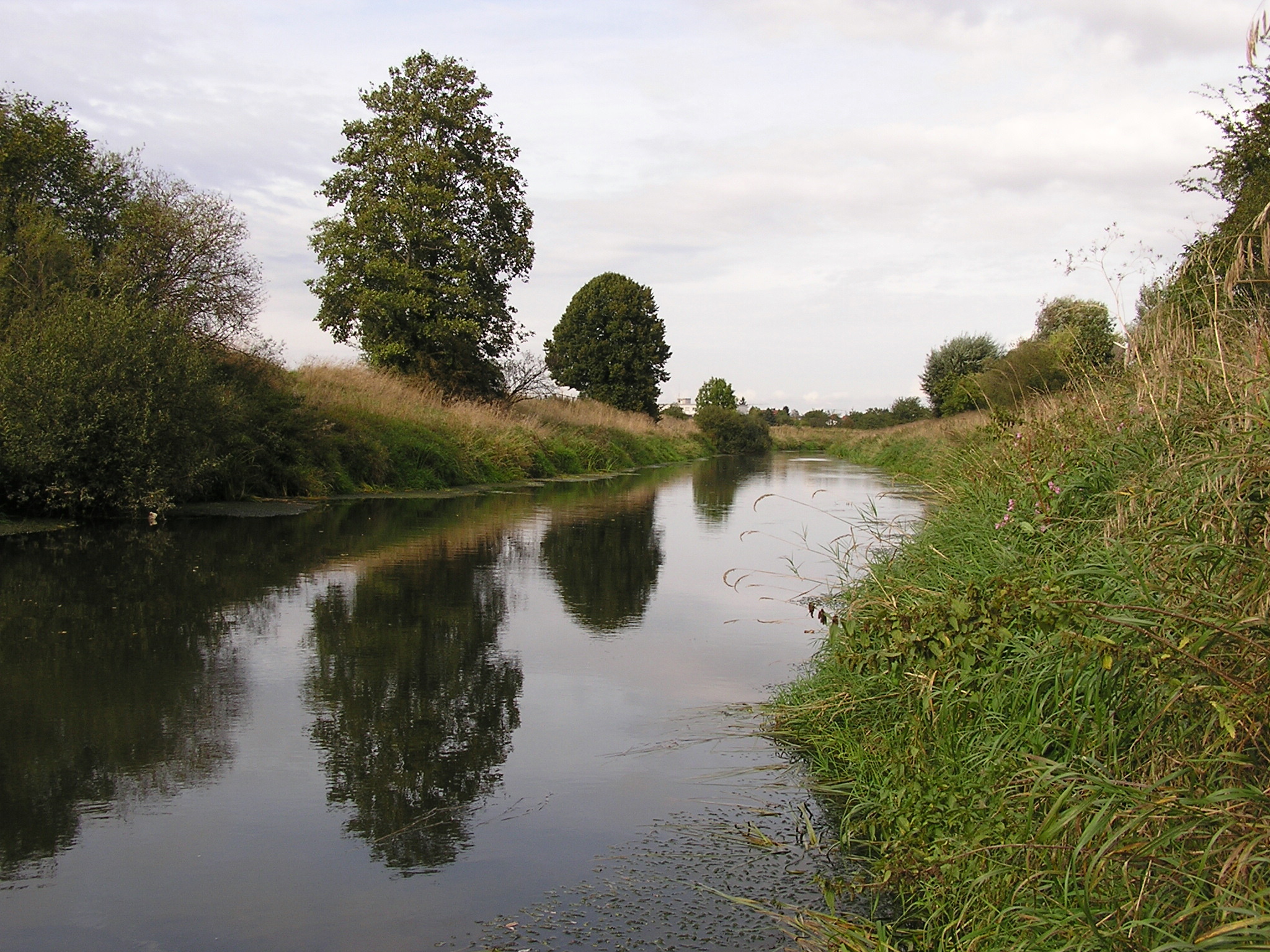
Nidda bei Berkersheim

Die Gemarkung Berkersheim war bereits in vorgeschichtlicher Zeit besiedelt. Im ersten Jahrhundert n. Chr. gehörte sie zum Gebiet der römischen Stadt Nida. Dies wurde durch den Limesfall und die Rücknahme der Grenze des Römischen Reichs an den Rhein in der zweiten Hälfte des 3. Jahrhunderts beendet.

### Mittelalter
Die älteste erhaltene Erwähnung von Berkersheim stammt von 795: „Berchgisisheim im Niddagau“ Der Name könnte von einem Ortsgründer, einem Franken, namens Berthgisil abgeleitet sein, was so viel wie „prächtiger Junker“ bedeutet. Ab dem 15. Jahrhundert genossen die Einwohner Berkersheims Burgrecht in der Stadt Frankfurt am Main: sie durften sich bei Gefahr hinter die Frankfurter Stadtmauern zurückziehen. Kirchlich gehörte das Dorf zur Pfarrei Preungesheim. Kirchliche Mittelbehörde war das Archidiakonat des Propstes von St. Peter in Mainz, Dekanat Eschborn.
Historische Namensformen waren:
- Berchgisisheim (795)
- Berahtgisesheim (9. Jahrhundert)
- Berkirsheim (1280)

Ursprünglich lag Berkersheim in einem umfassenden Reichsbesitz, dem Amt Bornheimerberg, das ab 1320 als Pfand, ab 1434 als Lehen an die Herren von Hanau vergeben wurde. Verschiedene deutsche Herrscher verpfändeten den Bornheimerberg – und damit auch Berkersheim – sowie Rechte an diesem Territorium im 14. und frühen 15. Jahrhundert aber sowohl an Hanau als auch an die Reichsstadt Frankfurt. Dieses widersprüchliche Verhalten führte selbstverständlich zum Streit, zumal Frankfurt sich so von Hanauer Gebiet „umzingelt“ sah. Alle Versuche Frankfurts, dies zu verhindern, scheiterten. So kam es 1481 schließlich zu einem Vergleich. Drei Dörfer des Amtes erhielt Frankfurt exklusiv, die übrigen behielt Hanau. Berkersheim kam so endgültig zur Grafschaft Hanau-Münzenberg. Die Grafen von Hanau konnten dann 1485 das Reichslehen in Eigentum umwandeln. Die Herren und Grafen von Hanau gaben das Dorf als Lehen weiter an die Schelme von Bergen. Auch der Deutsche Orden, die Grafen von Solms und die Familien Falkenstein und Cronberg hatten hier Besitz und Rechte.

### Neuzeit
Die Reformation setzte sich in der Grafschaft Hanau-Münzenberg in der Mitte des 16. Jahrhunderts zunächst in ihrer lutherischen Ausprägung durch. In einer „zweiten Reformation“, wurde die Konfession der Grafschaft erneut gewechselt: Graf Philipp Ludwig II. verfolgte ab 1597 eine entschieden reformierte Kirchenpolitik. Er machte vom Jus reformandi Gebrauch, seinem Recht als Landesherr, die Konfession seiner Untertanen zu bestimmen, und setzte das reformierte Bekenntnis für die Grafschaft weitgehend als verbindlich durch.
Nach dem Tod des letzten Hanauer Grafen, Johann Reinhard III., 1736 erbte Landgraf Friedrich I. von Hessen-Kassel aufgrund eines Erbvertrages aus dem Jahr 1643 die Grafschaft Hanau-Münzenberg und damit auch den Bornheimerberg und Berkersheim.
Während der napoleonischen Zeit stand Berkersheim von 1806 bis 1810 unter französischer Militärverwaltung und gehörte dann von 1810 bis 1813 zum Großherzogtum Frankfurt, Departement Hanau. Anschließend fiel es an Hessen-Kassel, nunmehr „Kurfürstentum Hessen“ genannt, zurück. Hier kam es 1821 zu einer grundlegenden Verwaltungsreform: Der Bornheimerberg wurde dem neu gebildeten Landkreis Hanau zugeschlagen. 1886 wurde Berkersheim dann dem Landkreis Frankfurt zugeteilt und zum 1. April 1910 zur Stadt Frankfurt eingemeindet. Im Gegenzug erhielt Berkersheim dafür ein Schulgebäude, das noch heute genutzt wird.

### Einwohnerentwicklung
Quelle: Historisches Ortslexikon
- 1632: 14 Haushalte
- 1783: 35 Haushalte mit 162 Personen
- 1812: 33 Feuerstellen, 261 Seelen
- 1885: 361 Einwohner, davon 328 evangelisch (= 90,86 %), 33 katholisch (= 9,14 %)

| Frankfurt-Berkersheim: Einwohnerzahlen von 1812 bis 1905 | Frankfurt-Berkersheim: Einwohnerzahlen von 1812 bis 1905 | Frankfurt-Berkersheim: Einwohnerzahlen von 1812 bis 1905 | Frankfurt-Berkersheim: Einwohnerzahlen von 1812 bis 1905 | Frankfurt-Berkersheim: Einwohnerzahlen von 1812 bis 1905 |
| -------------------------------------------------------- | -------------------------------------------------------- | -------------------------------------------------------- | -------------------------------------------------------- | -------------------------------------------------------- |
| Jahr                                                     |                                                          |                                                          |                                                          | Einwohner                                                |
| 1812                                                     | 1812                                                     |                                                          | 261                                                      | 261                                                      |
| 1834                                                     | 1834                                                     |                                                          | 234                                                      | 234                                                      |
| 1840                                                     | 1840                                                     |                                                          | 279                                                      | 279                                                      |
| 1846                                                     | 1846                                                     |                                                          | 284                                                      | 284                                                      |
| 1852                                                     | 1852                                                     |                                                          | 313                                                      | 313                                                      |
| 1858                                                     | 1858                                                     |                                                          | 321                                                      | 321                                                      |
| 1864                                                     | 1864                                                     |                                                          | 368                                                      | 368                                                      |
| 1871                                                     | 1871                                                     |                                                          | 347                                                      | 347                                                      |
| 1875                                                     | 1875                                                     |                                                          | 361                                                      | 361                                                      |
| 1885                                                     | 1885                                                     |                                                          | 361                                                      | 361                                                      |
| 1895                                                     | 1895                                                     |                                                          | 368                                                      | 368                                                      |
| 1905                                                     | 1905                                                     |                                                          | 399                                                      | 399                                                      |
| Quelle(n): ; Stadt Frankfurt                             |                                                          |                                                          |                                                          |                                                          |

## Infrastruktur

### Verkehr

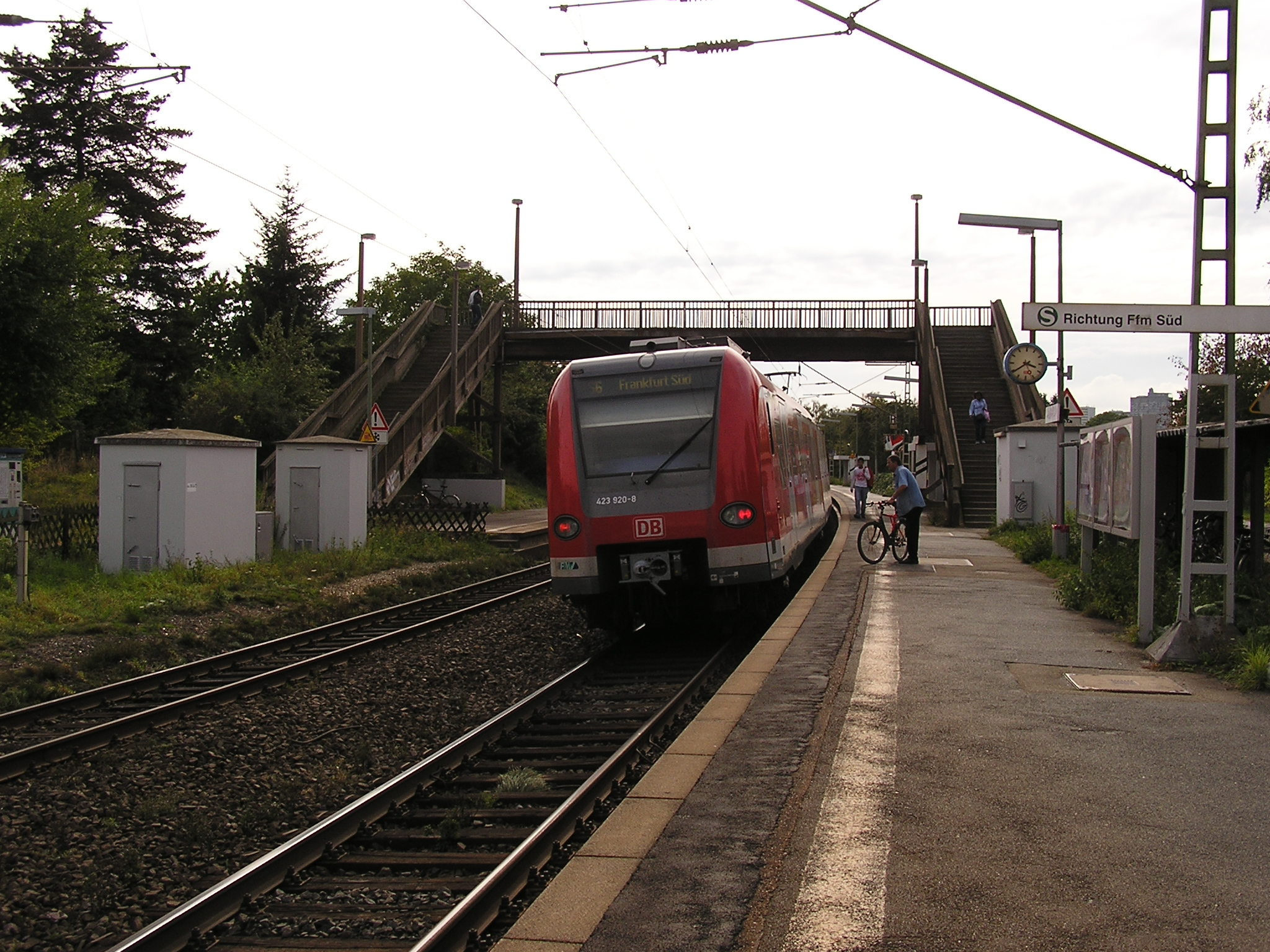
S-Bahnhof

1850 erhielt Berkersheim Bahnanschluss durch die Main-Weser-Bahn, die nordwestlich des Stadtteils entlang der Nidda vom Frankfurter Hauptbahnhof über Friedberg nach Kassel führt, und einen eigenen Haltepunkt. Hier halten heute nur Züge der S-Bahn-Linie S6 des Rhein-Main-Verkehrsverbundes. Nördlich davon befand sich bis 2022 einer der wenigen schienengleichen Bahnübergänge in Frankfurt, der beim Ausbau der Strecke durch eine Unterführung ersetzt werden soll.
| Linie | Verlauf | Takt |
| ----- | --- | --- |
| S6    | (Friedberg (Hess) – Bruchenbrücken – Nieder-Wöllstadt – Okarben –) Groß Karben – Dortelweil – Bad Vilbel – Bad Vilbel Süd – Frankfurt-Berkersheim – Frankfurt-Frankfurter Berg – Frankfurt-Eschersheim – Frankfurt-Ginnheim – Frankfurt (Main) West – Frankfurt am Main Messe – Frankfurt (Main) Galluswarte – Frankfurt (Main) Hbf tief – Frankfurt (Main) Taunusanlage – Frankfurt (Main) Hauptwache – Frankfurt (Main) Konstablerwache – Frankfurt (Main) Ostendstraße – Frankfurt (Main) Lokalbahnhof – Frankfurt (Main) Süd – Frankfurt (Main) Stresemannallee – Frankfurt-Louisa – Neu-Isenburg – Dreieich-Buchschlag – Langen Flugsicherung – Langen (Hess) (– Egelsbach – Erzhausen – Darmstadt-Wixhausen – Darmstadt-Arheilgen – Darmstadt Hbf) | 15 min (Groß Karben–Langen montags–freitags, Bad Vilbel–Langen samstags, Bad Vilbel–Frankfurt Süd sonn-/feiertags) 30 min (Friedberg–Groß Karben montags–freitags, Friedberg–Bad Vilbel samstags, sonn-/feiertags und Langen–Darmstadt werktags, Frankfurt Süd–Darmstadt sonn-/feiertags) |

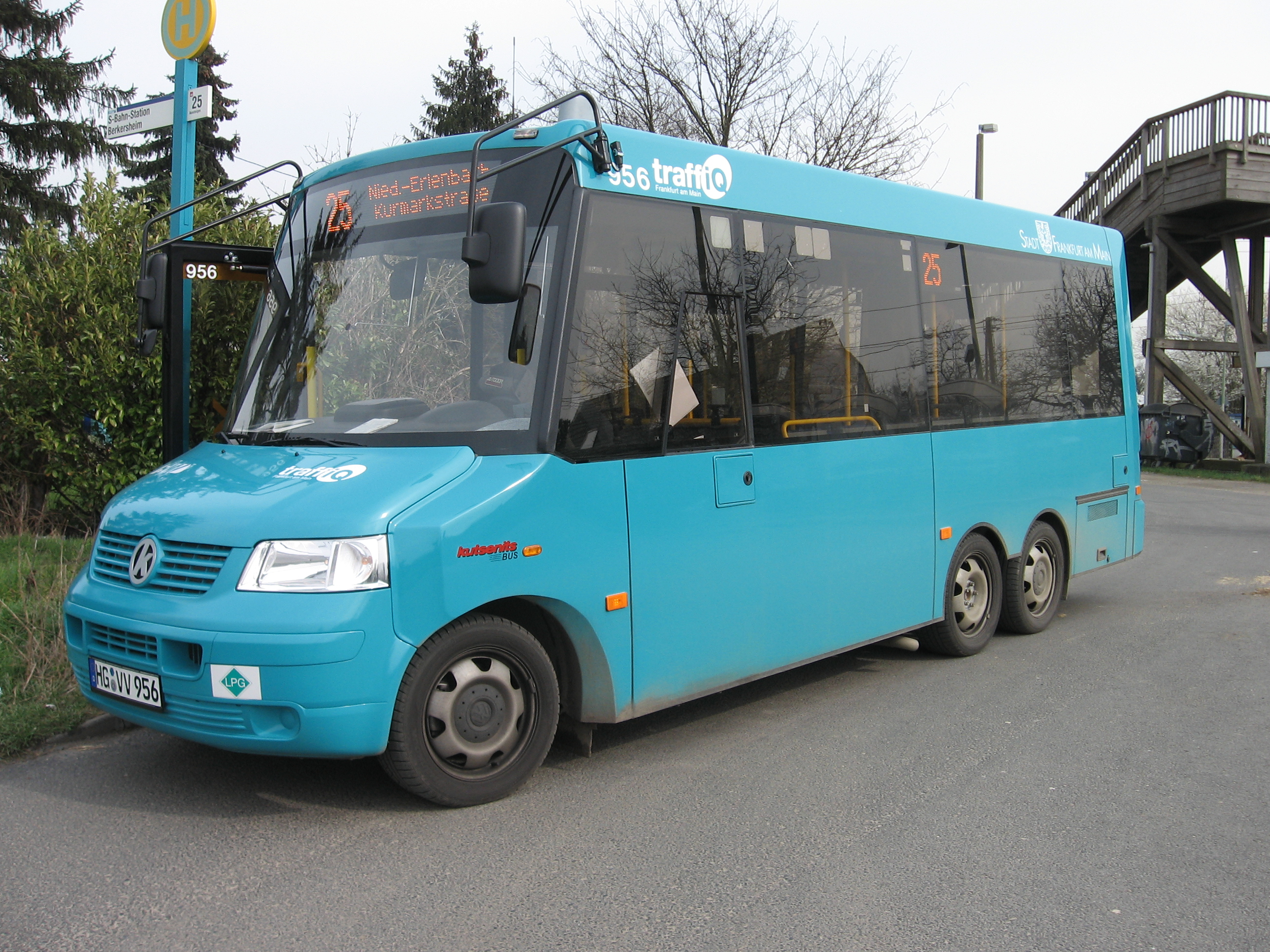
Omnibuslinie 25

Mehrere Omnibuslinien der Frankfurter Nahverkehrsgesellschaft traffiQ binden Berkersheim an alle umliegenden Stadtteile an:
- Linie 25 nach Nieder-Erlenbach über Harheim. Die Linie 25 stellt eine Besonderheit dar: Aufgrund der geringen Belastbarkeit der Niddabrücke beim Harheimer Stadtweg, die sich auf dem Linienweg nach Harheim in der Berkersheimer Bahnstraße befindet, ist sie die einzige Omnibuslinie im Stadtgebiet, auf der nur Minibusse mit einer Kapazität von maximal 27 Steh- und Sitzplätzen eingesetzt werden können.
- Linie 27 nach Preungesheim bzw. Nieder-Eschbach über Bonames.
- Linie 39 nach Ginnheim über Preungesheim und Dornbusch.
- Linie 66 nach Eschersheim.
- einzelne Busse der Linie 63 nach Frankfurt-Preungesheim über Am Neuenberg (Berkersheim)

Bis 1978 führte auch die Linie 13 der Straßenbahn Frankfurt am Main in den Stadtteil.
Berkersheim ist im Süden und Osten von der Bundesautobahn 661 und der Bundesstraße 3 umgeben, hat jedoch keine eigene Anschlussstelle an diese als Stadtautobahn.

### Schule
Die seit 1882 existierende Berkersheimer Grundschule befindet sich seit 2019 In den Gräben, nahe des Stadtteils Frankfurter Berg. Davor befand sie sich Am Traubengarten, im älteren Teil Berkersheims.

## Sehenswertes und Kulturdenkmäler
- Die 1766 erbaute Michaeliskirche
- Das Denkmal zum Gedenken an die Opfer des Ersten Weltkrieges
- Die Aussicht über das gesamte Tal hinweg bis zum Taunus

## Kultur und Freizeit
Im November 2011 hob sich erstmals der Vorhang des freien Theaters "Theater Lempenfieber" im historischen Saal der Traditionsgaststätte "Zum Lemp".
Das Programm bietet vorrangig Eigenproduktionen mit professionellen Schauspielern unter der Leitung von Sven Eric Panitz und Sabine Koch im Bereich Komödie und Kabarett.

### Feste und Veranstaltungen
- Das Reitturnier findet jährlich am ersten Mai und am ersten Septemberwochenende statt. Es wird vom Reit und Fahrverein Niddatal veranstaltet.
- Die Berkersheimer Kerb, die im Jahr 2010 zum 244. Mal veranstaltet wurde, wird jährlich am letzten Wochenende im September gefeiert. Sie ist über die Grenzen Frankfurts hinaus bekannt.
- Der Berkersheimer Weihnachtsmarkt findet alle zwei Jahre rund um die Berkersheimer Kirche statt.

### Vereine
- Berkersheimer Kerbeverein
- Bürgerverein Berkersheim
- Feuerwehr in Berkersheim: Freiwillige Feuerwehr Frankfurt am Main-Berkersheim
- Jugendfeuerwehr Frankfurt am Main Berkersheim
- Fußballverein in Berkersheim: FV-Berkersheim 1974
- Sportverein in Berkersheim: TSV-Berkersheim 1910
- Reitverein Berkersheim
- Reit- und Fahrverein Niddertal
- Musical-KIDS e. V.

## Persönlichkeiten
- Karl Müller (1804–1871), Landwirt, Bürgermeister und Mitglied der kurhessischen Ständeversammlung
- Hanno Hahn (1922–1960), Kunsthistoriker und einziger Sohn des Nobelpreisträgers und Frankfurter Ehrenbürgers Otto Hahn (1879–1968), lebte als Student mit seiner Frau Ilse Hahn, geb. Pletz (1920–1960) und Sohn Dietrich von 1946 bis 1952 im Hause seiner Schwiegereltern Margarethe und Arthur Pletz (1890–1975), der bis 1955 Leiter der Berkersheimer Schule war.
- Reinhard Goerdeler (1922–1996), Rechtsanwalt und Wirtschaftsprüfer, Gründer der KPMG, lebte seit 1962 in Berkersheim
- Ernst Achilles (1929–1999), Direktor der Branddirektion der Stadt Frankfurt am Main und damit Leiter der Frankfurter Feuerwehr, lebte mit seiner Familie in Berkersheim.